# Litouwen op het Eurovisiesongfestival 2024
Litouwen nam deel aan het Eurovisiesongfestival 2024 in Malmö, Zweden, met "Luktelk" uitgevoerd door Silvester Belt. De Litouwse omroep, Lietuvos radijas ir televizija (LRT), gebruikte de nationale selectie Eurovizija.LT 2024 om hun vertegenwoordiger te selecteren.

## Eurovizija.LT 2024
Tussen 13 januari 2024 en 17 februari 2024 ging de LRT op zoek naar een kandidaat om Litouwen te gaan presenteren in Malmö. 40 kandidaten namen deel aan de halve finales, verspreid over 5 weken. De grote finale vond plaats in de Švyturys Arena van Klaipeda. Daarin stonden de 10 best scorende acts van de halve finales, waaronder The Roop, die in 2021 nog 8ste werden voor Litouwen.
The Roop mocht samen met Shower, en Silvester Belt naar de superfinale. Daar koos het publiek voor Silvester Belt met het Litouwse nummer Luktelk.
| Nr. | Artiest          | Lied                           | Jury    | Jury   | Televoting | Televoting | Totaal | Plaats |
| Nr. | Artiest          | Lied                           | Stemmen | Punten | Stemmen    | Punten     | Totaal | Plaats |
| --- | ---------------- | ------------------------------ | ------- | ------ | ---------- | ---------- | ------ | ------ |
| 1   | Aistè            | "We Will Rule the World"       | 54      | 4      | 1,635      | 4          | 8      | 6      |
| 2   | Žalvarinis       | "Gaudė vėjai"                  | 49      | 3      | 2,750      | 5          | 8      | 7      |
| 3   | Pluie de Comètes | "Be Careful"                   | 59      | 5      | 578        | 1          | 6      | 9      |
| 4   | Silvester Belt   | "Luktelk"                      | 97      | 10     | 25,502     | 12         | 22     | 2      |
| 5   | VB Gang          | "Kaboom!!!"                    | 59      | 6      | 7,679      | 7          | 13     | 4      |
| 6   | Il Senso         | "Time"                         | 33      | 2      | 4,012      | 6          | 8      | 8      |
| 7   | Shower           | "Impossible"                   | 110     | 12     | 15,783     | 10         | 22     | 1      |
| 8   | Monika Marija    | "Unlove You Starting Tomorrow" | 68      | 7      | 1,609      | 3          | 10     | 5      |
| 9   | Queens of Roses  | "Walk Through Fire"            | 20      | 1      | 897        | 2          | 3      | 10     |
| 10  | The Roop         | "Simple Joy"                   | 89      | 8      | 11,802     | 8          | 16     | 3      |

| Artiest        | Nummer       | Televote | Plaats |
| -------------- | ------------ | -------- | ------ |
| Shower         | "Impossible" | 20.307   | 2      |
| Silvester Belt | "Luktelk"    | 34.691   | 1      |
| The Roop       | "Simple Joy" | 15.046   | 3      |

## In Malmö
Silvester Belt trad aan in de eerste halve finale op 7 mei 2024. Hij trad op als 3de artiest na Teya Dora uit Servië, en voor Bambie Thug uit Ierland. De zanger stootte vlot door naar de finale, waar het de 14de plaats behaalde met 90 punten.  